# Bärbel Köster
Barbara „Bärbel” Köster, później Madaus (ur. 26 maja 1957 w Lübberstorfie) – niemiecka kajakarka. Brązowa medalistka olimpijska z Montrealu.
Reprezentowała Niemiecką Republikę Demokratyczną. Zawody w 1976 były jej jedynymi igrzyskami olimpijskimi. Medal zdobyła w kajakowej dwójce na dystansie 500 metrów, wspólnie z Carolą Zirzow. Na mistrzostwach świata zdobyła cztery złote medale, zwyciężając w 1974 i 1975 zarówno w kajakowej dwójce, jak i czwórce na dystansie 500 metrów.